# روساتس آرنسدروف

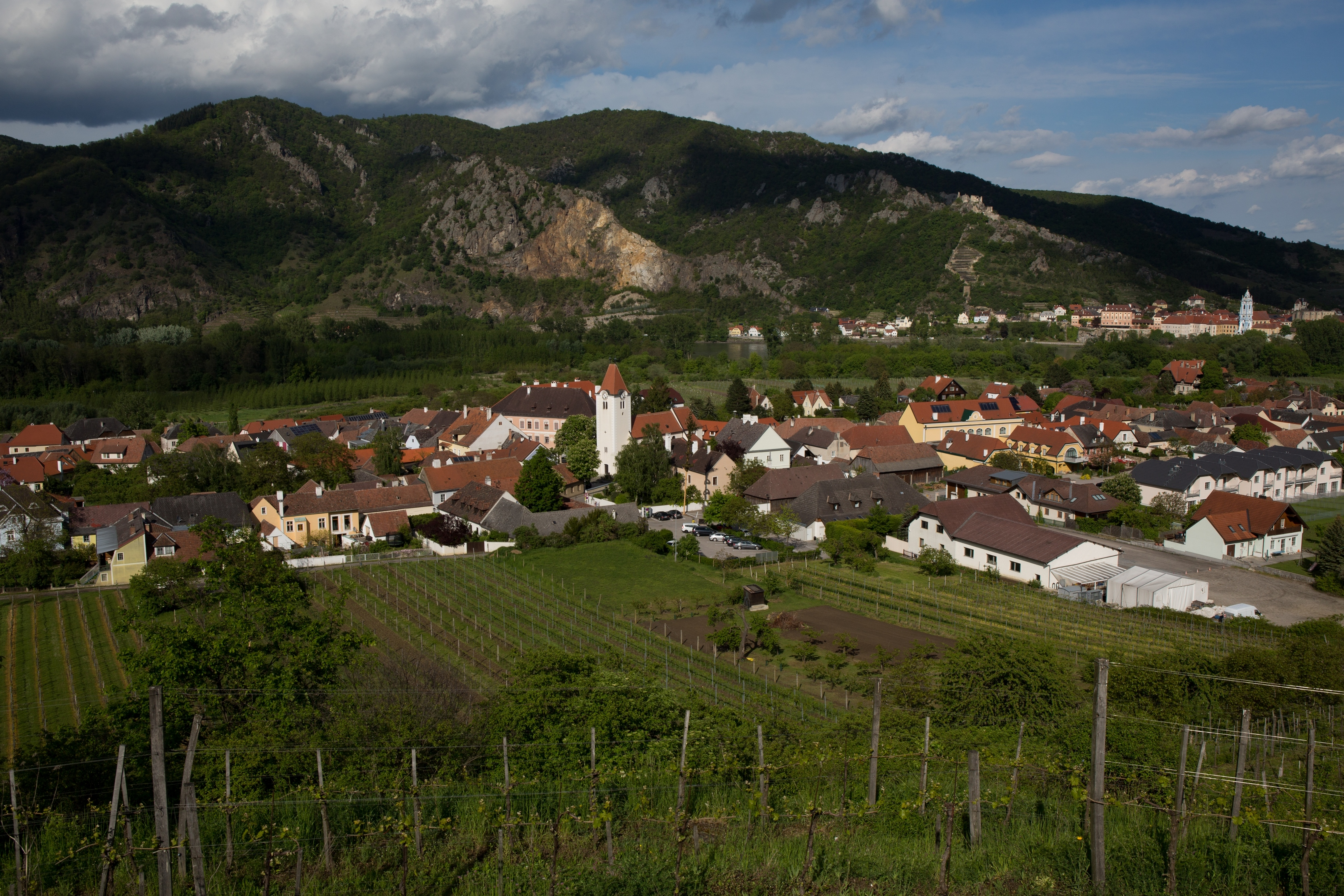

روساتس آرنسدروف (به آلمانی: Rossatz-Arnsdorf) یک منطقهٔ مسکونی در اتریش است که در ناحیه کرمس-لاند واقع شده‌است. روساتس آرنسدروف ۱٬۱۹۷ نفر جمعیت دارد.

## خواهرخوانده
شهر آرنستورف خواهرخواندهٔ روساتس آرنسدروف هست.